# 873
873 foi um ano comum do século IX, que teve início e fim a uma quinta-feira, no Calendário juliano. A sua letra dominical foi D.
| Ano completo                        |
| ----------------------------------- |
| Ano comum com início à quinta-feira |

## Eventos
- Lucídio Vimaranes recebe o título de 1.º Conde de Portucale com a morte do seu pai, Vímara Peres.
- Diogo Rodrigues Porcelos é nomeado Conde de Castela depois da morte do seu pai, Rodrigo de Castela.

## Mortes
- Morre Vímara Peres e o seu filho Lucídio Vimaranes recebe o título de 1º Conde de Portucale.
- Alquindi, filósofo árabe.